# Селман Ваксман
Селман Ваксман (енгл. Selman Waksman; Прилуки, 22. јул 1888 — Вудс Хоул, 16. август 1973)  био је амерички микробиолог руског порекла. Добио је Нобелову награду за физиологију и медицину 1952. године.

## Биографија
Селман Ваксман је рођен 22. јула 1888 године.  Као млад преселио се у Сједињене Државе 1910. године, убрзо након што је дипломирао у Петој гимназији у Одеси, а шест година касније постао је амерички држављанин. Ваксман је добио многе награде и признања, укључујући Нобелову награду 1952. и Национални орден Легије части (фр. Ordre national de la Légion d'honneur), француско одликовање за војне или цивилне заслуге.
Универзитети у Лијежу, Атини, Павији, Мадриду, Стразбуру, Јерусалиму, Гетингену, Перуђи, Кеио (у Јапану) и неколико универзитета и америчких колеџа именовали су Ваксмана за почасног професора медицине, науке, пољопривреде, права и књижевности.
Селман Ваксман је преминуо 16. августа 1973.  сахрањен је на гробљу у Вудс Холу.

## Нобелова награда
Ваксман је добио Нобелову награду за физиологију или медицину 1952. године. Током доделе, Ваксман је назван „једним од највећих добротвора човечанства“, као резултат открића стрептомицина, првог антибиотика из групе аминогликозида који је откривен, и први је антибиотик који је коришћен у борби против туберкулозе.

## Публикације
- Waksman, Selman A. (1936). „Humus Origin, Chemical Composition, and Importance in Nature”. Soil Science (на језику: енглески). 41 (5): 395. Bibcode:1936SoilS..41..395W. doi:10.1097/00010694-193605000-00010. hdl:2027/uc1.$b75430. Приступљено 31. 3. 2022.
- Gentry, Terry J.; Fuhrmann, Jeffry J.; Zuberer, David A. (14. 6. 2021). Principles and Applications of Soil Microbiology |. ScienceDirect (на језику: енглески). Elsevier Science. ISBN 9780128202029. Приступљено 31. 3. 2022.
- Waksman, Selman Abraham (1954). My Life with the Microbes (на језику: енглески). Simon and Schuster. Приступљено 31. 3. 2022.
- Kingston, W. (2004). „Streptomycin, Schatz v. Waksman, and the Balance of Credit for Discovery”. Journal of the History of Medicine and Allied Sciences. 59 (3): 441—462. PMID 15270337. doi:10.1093/jhmas/jrh091.. .
- Мистијен, Вероника. Time, and the great healer. The Guardian, Saturday 2 November 2002. Позадина откривања стрептомицина.
- Лоренц, Питер A. (2002). The misallocation of credit is endemic in science. Научни магазин „Природа“ 415 (6874), 835-836.